# Хугеверф, Саймон
Саймон Эдвард Чарльз Хугеверф (англ. Simon Edward Charles Hoogewerf; род. 11 мая 1963, Биверлодж, Альберта) — канадский легкоатлет, специалист по бегу на средние дистанции. Выступал за сборную Канады по лёгкой атлетике в 1983—1991 годах, бронзовый призёр чемпионата мира в помещении, победитель и призёр первенств национального значения, участник двух летних Олимпийских игр.

## Биография
Саймон Хугеверф родился 11 мая 1963 года в городе Биверлодж, провинция Альберта.
Занимался лёгкой атлетикой во время учёбы в Университете Британской Колумбии в Ванкувере, состоял в местной университетской команде UBC Thunderbirds, неоднократно принимал участие в различных студенческих соревнованиях. Позже проходил подготовку в Ричмонде в клубе Richmond Kajaks Track & Field.
Впервые заявил о себе на международном уровне в сезоне 1983 года, когда в составе канадской национальной сборной стартовал в беге на 800 метров на Универсиаде в Эдмонтоне и на впервые проводившемся чемпионате мира по лёгкой атлетике в Хельсинки.
Благодаря череде удачных выступлений удостоился права защищать честь страны на летних Олимпийских играх 1984 года в Лос-Анджелесе — в итоге в дисциплине 800 метров с результатом 1:47,74 не смог преодолеть предварительный квалификационный этап.
В 1985 году с личным рекордом 1:45,95 выиграл бронзовую медаль на Играх тихоокеанской конференции в Беркли.
В 1986 году стартовал в беге на 800 и 1500 метров на Играх Содружества в Эдинбурге.
В 1987 году бежал 800 метров на Панамериканских играх в Индианаполисе и на чемпионате мира в Риме.
Принимал участие в Олимпийских играх 1988 года в Сеуле, где в программе бега на 800 метров сумел дойти до стадии полуфиналов.
В 1989 году отметился выступлением на чемпионате мира в помещении в Будапеште, стал восьмым в беге на 1500 метров на Играх франкофонов в Касабланке.
В 1990 году в дисциплине 800 метров дошёл до полуфинала на Играх Содружества в Окленде.
В 1991 году побывал на чемпионате мира в помещении в Севилье, откуда привёз награду бронзового достоинства, выигранную в беге на 800 метров — уступил здесь только кенийцу Полу Эренгу и испанцу Томасу де Тересе.
За выдающиеся спортивные достижения в 1995 году был введён в Зал славы спорта Университета Британской Колумбии.